# Петропавловка (Скадовский район)
Петропавловка (укр. Петропавлівка, до 2016 г. — Комсомольское, укр. Комсомольське) — посёлок в Скадовской городской общине Скадовского района Херсонской области Украины.
Почтовый индекс — 75742. Телефонный код — 5537. Код КОАТУУ — 6524784004.

## Население
Население по переписи 2001 года составляло 323 человека.

### Языковой состав
Родной язык населения по данным переписи 2001 года:
| Язык       | Численность, чел. | Доля     |
| ---------- | ----------------- | -------- |
| Украинский | 289               | 89,47 %  |
| Русский    | 32                | 9,91 %   |
| Другое     | 2                 | 0,62 %   |
| Итого      | 323               | 100,00 % |

## Местный совет
75743, Херсонская обл., Скадовский р-н, пос. Благодатное, ул. Терешковой, 57